# 高天原
高天原（日语：／ Takamagahara）是日本神话《日本书纪》和《古事记》中由天照大神所统治的天神居住的地方，与日本自身为原型的大八洲不同，高天原被日本的民间神话描述为一个神明居住之地的超自然世界
。

## 傳說
高天原是《古事记》记载的神明诞生地，亦为天照大神的统治领域，出现在天岩户相关传说中。
高天原与地上人类居住的葦原中国及地下的根国、黄泉相对应，被视为天界。《古事记》记载，高天原是天津神的居所，拥有天之安河、天岩户、水田和织布场等设施，展现出类似人间的生活景象
。

## 其他宗教的觀點

### 日傳佛教
從佛教的角度詮釋神道教神話的《中臣祓训解》 宣稱在神道教的天地觀中位於最高處的高天原在佛教的天地觀中事實上只是作為色界天底層的初禪天，《神皇系圖》宣稱有兩個梵王，分別是名為尸棄的亣梵天王及光明大梵天皇，這一説法源自於《法華經》及《華嚴經》，《仙宮》宣稱亣梵天王就是天御中主神，而光明大梵天皇就是天照大神，由於祂們只是居住在初禪天的天眾，因此其地位遠低於佛陀及菩薩的地位。

## 地点争议

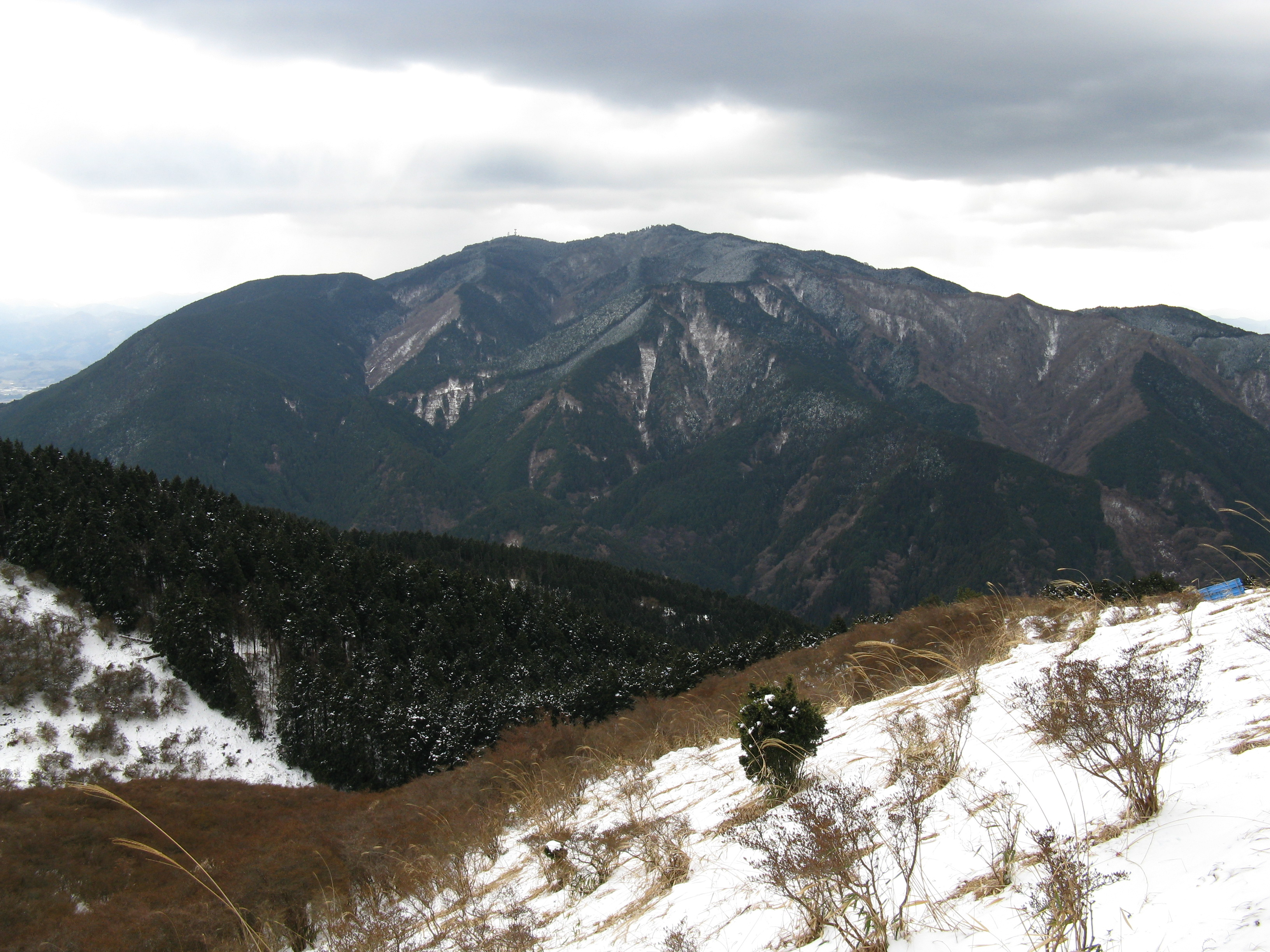
从葛城山望去的金刚山

关于高天原的具体位置，自古以来众说纷纭。一派以本居宣长为代表，主张高天原象征天界，位于天上，视其为神圣不可侵犯的领域，认为将其与人间地理联系是对神明的不敬。另一派则倾向于地上说，认为高天原可能是以现实某地为蓝本的虚构之地，例如奈良县的葛城山或宫崎县的高千穗峰。
近年来，有学者提出，高天原可能对应于现实中的壹岐岛或熊本县的幣立神社一带。日本古代文学家山片蟠桃和史学家津田左右吉等学者认为，高天原神话并非史实，而是后人编纂的虚构内容，意在为天皇统治的正当性提供神话依据。

## 文化影响
高天原是日本神话的重要场景，在后世的文学作品、祝词仪式和民间传说中占有重要地位。根据《古事记》和《日本书纪》的记载，高天原是天照大神及其他天津神居住的神圣领域，与葦原中国（人类世界）及根之国（地下世界）共同构成了神话宇宙观的基本结构
。这种对三个世界的划分不仅体现了古代日本人对天地秩序的理解，也在后来的文化中演化为独特的宇宙观和世界观
。
高天原的影响力在现代依然显著。奈良县的高天彦神社以其与高天原的传说联系而广为人知，吸引了大量参拜者和研究者。高天彦神社所在的御所市高天地区自古以来被认为是神话传说中的重要地点，与高天原相关的传说在当地深入人心。